# Edelschrott
Edelschrott è un comune austriaco di 1 766 abitanti nel distretto di Voitsberg, in Stiria; ha lo status di comune mercato (Marktgemeinde). Il 1º gennaio 2015 ha inglobato il comune soppresso di Modriach.